# Laplatacris dispar
Laplatacris dispar är en insektsart som beskrevs av Rehn, J.A.G. 1939. Laplatacris dispar ingår i släktet Laplatacris och familjen gräshoppor. Inga underarter finns listade i Catalogue of Life.